# Distrikt Padre Abad
Der Distrikt Padre Abad liegt in der Provinz Padre Abad in der Region Ucayali in Nordost-Peru. Der Distrikt wurde am 13. November 1961 gebildet. Er hat eine Fläche von 4662 km². Beim Zensus 2017 wurden 29.440 Einwohner gezählt. Im Jahr 2007 lag die Einwohnerzahl bei 25.633. Sitz der Distriktverwaltung ist die 300 m hoch am Westufer des Río Aguaytía gelegene Provinzhauptstadt Aguaytía mit 15.587 Einwohnern (Stand 2017).

## Geographische Lage
Der Distrikt Padre Abad liegt im Westen der Provinz Padre Abad. Der Río Aguaytía durchquert den Distrikt in überwiegend nordöstlicher Richtung. Der Distrikt liegt am Westrand des Amazonasbeckens. Im Westen verläuft die Cordillera Azul.
Der Distrikt Padre Abad grenzt im Westen an die Provinz Leoncio Prado (Region Huánuco), im Nordwesten an den Distrikt Contamana (Provinz Ucayali, Region Loreto), im Nordosten an den Distrikt Curimaná, im Osten an den Distrikt Irázola sowie im Süden an den Distrikt Codo del Pozuzo (Provinz Puerto Inca, Region Huánuco).